# Тичин (Лодзинське воєводство)
Тичин (пол. Tyczyn) — село в Польщі, у гміні Буженін Серадзького повіту Лодзинського воєводства.
Населення — 190 осіб (2011).
У 1975-1998 роках село належало до Серадзького воєводства.

## Демографія
Демографічна структура станом на 31 березня 2011 року:
|          | Загалом | Допрацездатний вік | Працездатний вік | Постпрацездатний вік |
| -------- | ------- | ------------------ | ---------------- | -------------------- |
| Чоловіки | 95      | 21                 | 66               | 8                    |
| Жінки    | 95      | 23                 | 51               | 21                   |
| Разом    | 190     | 44                 | 117              | 29                   |